# نورد-دو-کبک
نورد-دو-کبک (به انگلیسی: Nord-du-Québec) یک منطقه در کانادا است که در استان کبک واقع شده‌است.

## خصوصیات
نورد-دو-کبک ۴۲٬۵۷۹ نفر جمعیت دارد.